# تحلل مخيخي مصاحب للورم
التحلل المخيخي المصاحب للأورام (اختصارًا PCD) هي متلازمة مصاحبة لسرطان الرئة، المبيض، الثدي، لمفومة هودجكين، وغيرها من أنواع السرطان. هي حالة نادرة تحدث لدى أقل من 1% من مرضى السرطان، غالباً من الإناث في متوسط العمر.
كما هو الحال في المتلازمات المصاحبة للأورام الأخرى يُعتَقَد أن التحلل المخيخي المصاحب للأورام يحدث نتيجة تفاعل مناعي ذاتي يستهدف أجزاء من جهاز عصبي مركزي (في هذه الحالة هي خلايا بيركنجي في المخيخ يصحبها في بعض الأحيان تكاثر خلايا بيرج-مان النجمية وخلايا الدبيقيات في الطبقة الجزيئية للمخيخ، بالإضافة إلى فقدان الخلايا الحبيبية).
يُعتَقَد أن هذا يُحَفَّز عندما تُنتج الخلايا السرطانية (غالباً في حالة التحلل المخيخي المصاحب للأورام خلايا سرطان المبيض والثدي)بروتين يتم إنتاجه عادةً في الدماغ (في حالة التحلل المخيخي المصاحب للأورام هو تحديداً البروتين العصبي البيركنجي المسمّى CDR2).
ويُعتَقَد أنه يقوم بتحفيز استجابة مناعية مضادة للسرطان قد تكون سريرياً ذات أهمية، لكنها وفي نفس الوقت استجابة مضادة للعصبون. يحمل مرضى التحلل المخيخي المصاحب للأورام جسماً مضاداً (مضاد للعصبون يُسمّى مضاد-يو (anti-yo)). قد يكون التحلل المخيخي المصاحب للأورام مرتبطاً بأجسام مضادة ورمية عصبونية مضادة لمستضٍدات داخل خلوية، أو مضادات على سطح الخلية ومرتبطاً بأورام أخرى.

## الأعراض والعلامات
تظهر الأعراض العصبيية على نحو تدريجي ومن ثم تتطور بسرعة على نحو ما يقارب 6 شهور لتصل حالة عاجزة بشكل وخيم، يتبع ذلك فترة استقرار نسبي متفاوتة بين شهور إلى سنوات.الدليل السريري للرنح المخيخي الواضح لدى مرضى التحلل المخيخي المصاحب للأورام ينتج من فقدان خلايا بيركنجي في المخيخ. يظهر ذلك على المريض من خلال عسر في التلفظ، ترنّح في الأطراف والجذع وترنح في المشية ودُوار وغثيان وقيء وازدواج في الرؤية ورأرأة.

## الفزيولوجيا المرضية
الأجسام المضادة لخلايا بيركنجي والتي تم وصفها بالأصل في التحلل المخيخي المصاحب للأورام أدت إلى النظرية التي تنص على أن «الأجسام المضادة قد تكون ممرضة» تماماً كما كانت قد نصت الدراسات سابقاً على إمراضية الأجسام المضادة لمستقبل الأسيتيل كولين في الوهن العضلي الوبيل. ولكن، وحينما تم استخدام الجسم المضاد لاستنساخ حمض نووي ريبوزي منقوص الأكسجين متمم (دنا-متمم) يرمز لمستضد cdr2، وجد أنه بروتين داخل خلوي. أدى هذا لاقتراح أنه قد يكون هنالك مكوِّن خلوي (خلية تائية) في عملية الإمراض. تم فيما بعد وصف الخلايا التائية CD8+ ذات المستضد cdr2 (cdr2 antigen-specific CD8+ T cells) في جميع مرضى التحلل المخيخي المصاحب للأورام مما جعلها سمة مميزة للمرض، ومكوّن في كل من الاستجابة المناعية المضادة للورم والتنكّس العصبي.

## التشخيص
تظهر الأعراض العصبية قبل التشخيص للسرطان الدفين في حوالي 60% من الحالات، وغالبا يتقدم بشكل ماكر وبسرعة من أسابيع إلى أشهر وعلى نحو خطير إلى مرحلة العجز ويتبع بمرحلة متغيرة من الاستقرار والتي ممكن ان تمتد من أشهر إلى سنوات. وبالتالي تطور جديد في الترنح المخيخي يجب دائما ان يوجه لقياس التشخيص الصحيح لاستثناء التحلل المخيخي المصاحب للأورام.

## العلاج
إن الشفاء من السرطان المسبب للتحلل المخيخي المصاحب للأورام لا يؤثر عادةً في الأعراض العصبية، حيث أن الخلل الوظيفي للمخيخ يثبت في المرحلة المبكرة بعد ظهور الأعراض قبل أن يكون العلاج السرطاني قد بدأ. قد يكون للجرعات العالية من المعالجة بغاماغلوبيولين دورٌ في علاج التحلل المخيخي المصاحب للأورام، ولكن وبسبب الحدوث النادر لهذا المرض، فإن التجارب المضبوطة لهذه المعالجة قد تكون صعبة.